# Preitl István
Preitl István (Temesvár, 1943. október 21. –) erdélyi magyar villamosmérnök, műszaki író.

## Életútja
Szülővárosa Tanítóképző Intézetében, majd az 5. számú Líceumban végzett tanulmányai után (1961) a Műszaki Egyetemen az erősáram szakon villamosmérnöki oklevelet szerzett (1966). A helybeli Electromotor vállalatnál kezdte pályáját (1967-72), majd a Műszaki Egyetemen tanársegéd, adjunktus, 1983-ban mérnökdoktori címet szerez, 1989-től docens, 1992-től egyetemi tanár.

## Munkássága
Kutatási területe a folyamatszabályozás. Önálló vagy Daday Hunorral, Dumitru Oneával, Gheorghe Străinnal társszerzésben írt, több mint 130 szaktanulmányát angol, német, román, csehszlovák folyóiratokban és kiadványokban adta közre (1985-89).
Rendszerelméleti és folyamatszabályozási tárgykörű egyetemi jegyzetei román nyelven jelentek meg a temesvári Műszaki Egyetem kiadásában 1978-90 között.
2014-ben megkapta a KAB által adományozott A Tudomány Erdélyi Mestere címet.